# Cynanchum bungei
Cynanchum bungei är en oleanderväxtart som beskrevs av Decaisne. Cynanchum bungei ingår i släktet Cynanchum och familjen oleanderväxter. Inga underarter finns listade i Catalogue of Life.